# 馬志堅
馬志堅 （1941年－），香港武術家，曾任教育局首席視學官。
馬志堅13歲時，,於香港南華體育會遇上葉雨亭，向他學習迷踪拳，15歲（1955年）成為三名入室弟子之一，從此習武60年，是北少林迷踪南拳第七代傳人。現為「世界功夫武術段位制」全球32位師範十段的師傅之一, 2009年獲「世界功夫武術段位制總會」頒發終身成就獎。2013年當上總會主席。